# Méliphage régent
Anthochaera phrygia
Espèce
Statut de conservation UICN

 CR A2bce : 
En danger critique
Le Méliphage régent (Anthochaera phrygia) est une espèce de passereaux de la famille des Meliphagidae endémique du sud-est de l'Australie.

## Description
Le méliphage régent a la tête et la nuque noire à l'exception de la région oculaire et des joues couvertes d'excroissances semblables à des verrues. Le dos et les ailes de couverture sont noirs, chaque plume est largement bordée de jaune blanchâtre. Les ailes et la queue sont noires, avec de grands bords, des pointes ou des plaques jaune pâle. Les trois ou quatre paires extérieures des plumes caudales sont entièrement jaunes sur leur moitié. Les plumes de la poitrine et des flancs sont noires avec des barres très distinctives en forme de flèche blanc jaunâtre. L'abdomen et les sous-caudales sont jaune blanchâtre soutenu. Les axillaires et la couverture sous-alaire sont noirs bordés de blanc jaunâtre. Le bec est noir et les pattes brun-noirâtre. L'iris est brun-rougeâtre.

## Alimentation
Il se nourrit principalement de nectar d'eucalyptus mais également d'insectes et d'araignées.

## Nidification
Il construit, sur une branche d'eucalyptus, un nid rond en forme de coupe composé d'herbes fines, de laine et de poils.
Il y dépose deux œufs chamois jaunâtre foncé, marqués partout de taches irrégulières rouge châtain et gris violacé terne.

## Population et conservation
L’Union internationale pour la conservation de la nature considérait qu'il ne restait qu’entre 350 et 400 individus en 2018. Depuis, les incendies de la fin de l'année 2019 en Australie ont causé une perte d'habitat et un manque de nourritures, ce qui rend encore plus précaire la situation de la population existante.
Selon une étude dirigée par Ross Crates, chercheur à la Fenner School of Environment and Society (Université nationale australienne de Canberra), la « perte de culture vocale » des jeunes mâles accroît les menaces pesant sur l'espèce : ceux-ci apprennent à chanter en écoutant d'autres mâles, ce que la faible densité de population rend problématique, et ces individus, qui tendent à imiter le chant d’autres espèces comme le polochion criard, le grand réveilleur ou le coucou, perdent de leur capacité à séduire les femelles,.

## Taxinomie
Cette espèce a, un temps, été placée par les principales autorités taxinomiques dans son propre genre, Xanthomyza Swainson, 1837, sous le nom de Xanthomyza phrygia.